# Magdalena Kumorek
Magdalena Kumorek (Pyskowice, 14 augustus 1979) is een Poolse actrice.